# Vocea României Junior (sezonul 1)
Primul sezon al talent show-ului Vocea României Junior a avut premiera pe 26 februarie 2017 la Pro TV. Mihai Bobonete și Robert Tudor au îndeplinit rolul de prezentatori ai emisiunii. Antrenorii primului sezon au fost Andra, Marius Moga și Inna. Conform unui comunicat Click! de pe 31 august 2016, emisiunea fusese deja filmată integral până la acea dată.
În cadrul finalei difuzate pe 9 aprilie 2017, Maia Mălăncuș, concurentă în echipa Moga, a fost desemnată câștigătoare a concursului.

## Preselecții
Preselecțiile au avut loc în primăvara anului 2016, în următoarele localități, în paralel cu preselecțiile pentru al șaselea sezon Vocea României:
- 05 martie 2016 – Hotel Kronwell, Brașov
- 12 martie 2016 – Hotel Continental, Timișoara
- 19 martie 2016 – Hotel Unirea, Iași
- 26 martie 2016 – Hotel Golden Tulip Ana Dome, Cluj-Napoca
- 02 și 3 aprilie 2016 – Hotel Ibis Gara de Nord, București

Preselecțiile au avut rolul de a selecta concurenții care urmau să participe la etapa audițiilor pe nevăzute.

## Echipe
| Legendă | Legendă | - Câștigător - Locul doi - Locul trei | - Eliminat în semifinală - Eliminat în etapa confruntărilor |

| Antrenor           | Antrenor    | Concurenți         | Concurenți          | Concurenți     |  |
| ------------------ | ----------- | ------------------ | ------------------- | -------------- |  |
|                    | Marius Moga | Maia Mălăncuș      | Jennifer Dumitrașcu | Theodor Andrei |  |
| Ioan Ciurea        | Marius Moga | Denisa Davidescu   | Diana Movilă        |                |  |
| Esra Lepădatu      | Marius Moga | Daria Rotaru       | Adrian Ivan         |                |  |
|                    |             |                    |                     |                |  |
|                    | Andra       | Karina Ștefan      | Jessica Lăzărescu   | Teodor Danci   |  |
| Melanie Șerban     | Andra       | David Gheorghe     | Maria Răducanu      |                |  |
| Daria Oprea        | Andra       | Ioana Bulgaru      | Giulia Tabără       |                |  |
|                    |             |                    |                     |                |  |
|                    | Inna        | Andrei Ciurez      | Alexia Niculae      | Voicu Dumitraș |  |
| Sonia Apostol      | Inna        | Astrid Muthu       | Ștefan Badea        |                |  |
| Eva Margină-Mileah | Inna        | Andreea Sălăvăstru | George Rotaru       |                |  |

## Audiții pe nevăzute

### Episodul 1 (26 februarie)
Primul episod cuprinzând audiții pe nevăzute a fost difuzat pe 26 februarie 2017.
| Legendă | - ✔ Antrenorul și-a apăsat butonul „EU TE VREAU” - Concurentul a fost eliminat | - Concurentul a intrat automat în echipa antrenorului - Concurentul a ales acest antrenor |

| Ordine | Concurent                | Vârstă | Origine           | Cântec                                               | Alegerile antrenorilor și ale concurenților | Alegerile antrenorilor și ale concurenților | Alegerile antrenorilor și ale concurenților |
| Ordine | Concurent                | Vârstă | Origine           | Cântec                                               | Andra                                       | Moga                                        | Inna                                        |
| ------ | ------------------------ | ------ | ----------------- | ---------------------------------------------------- | ------------------------------------------- | ------------------------------------------- | ------------------------------------------- |
| 1      | Jessica-Ioana Lăzărescu  | 12     | Târgu Jiu         | „Suus” (Rona Nishliu)                                | ✔                                           | ✔                                           | ✔                                           |
| 2      | Ștefania Francesca Hojda | 13     | Sighetu Marmației | „She Wolf (Falling to Pieces)” (David Guetta și Sia) | —                                           | —                                           | —                                           |
| 3      | Ioan Cristian Ciurea     | 7      | Brașov            | „Durli-durli-da” (Ștefan Bănică jr.)                 | ✔                                           | ✔                                           | —                                           |
| 4      | Eva Margină-Mileah       | 12     | București         | „Jolene” (Dolly Parton)                              | —                                           | —                                           | ✔                                           |
| 5      | Ana Maria Țîrcă          | 13     | Râmnicu Vâlcea    | „Something's Got a Hold on Me” (Etta James)          | —                                           | —                                           | —                                           |
| 6      | Andrei-Gabriel Ciurez    | 12     | Craiova           | „Highway to Hell” (AC/DC)                            | —                                           | —                                           | ✔                                           |
| 7      | Daria Maria Rotaru       | 11     | Brașov            | „Sweet People” (Alyosha)                             | —                                           | ✔                                           | —                                           |
| 8      | Daria Valentina Radu     | 9      | Ploiești          | „Acapella” (Karmin)                                  | —                                           | —                                           | —                                           |
| 9      | Ștefan Vasile Badea      | 11     | Schitu Golești    | „Belle” (Patrick Fiori, Daniel Lavoie și Garou)      | —                                           | —                                           | ✔                                           |
| 10     | Sorana Karina Ștefan     | 11     | Timișoara         | „Proud Mary” (Creedence Clearwater Revival)          | ✔                                           | ✔                                           | ✔                                           |

### Episodul 2 (5 martie)
Al doilea episod a fost difuzat pe 5 martie 2017.
| Ordine | Concurent                | Vârstă | Origine   | Cântec                                                           | Alegerile antrenorilor și ale concurenților | Alegerile antrenorilor și ale concurenților | Alegerile antrenorilor și ale concurenților |
| Ordine | Concurent                | Vârstă | Origine   | Cântec                                                           | Andra                                       | Moga                                        | Inna                                        |
| ------ | ------------------------ | ------ | --------- | ---------------------------------------------------------------- | ------------------------------------------- | ------------------------------------------- | ------------------------------------------- |
| 1      | Maia Ștefania Mălăncuș   | 9      | Iași      | „Bang Bang” (Jessie J, Ariana Grande și Nicki Minaj)             | ✔                                           | ✔                                           | ✔                                           |
| 2      | Diana Ioana Mălăncuș     | 13     | Iași      | „Are You Gonna Be My Girl” (Jet)                                 | —                                           | —                                           | —                                           |
| 3      | George Rotaru            | 13     | Brăila    | „When I Was Your Man” (Bruno Mars)                               | —                                           | —                                           | ✔                                           |
| 4      | Adina Lavinia Bostan     | 8      | Galați    | „Lupii” (Adda)                                                   | —                                           | —                                           | —                                           |
| 5      | Maria Alexia Niculae     | 10     | Mioveni   | „Evil Like Me” (Kristin Chenoweth și Dove Cameron)               | —                                           | ✔                                           | ✔                                           |
| 6      | Adrian Ștefan Ivan       | 12     | Brașov    | „Billionaire” (Travie McCoy și Bruno Mars)                       | —                                           | ✔                                           | —                                           |
| 7      | Daria Yasmine Oprea      | 14     | București | „Runnin' (Lose It All)” (Naughty Boy, Beyoncé și Arrow Benjamin) | ✔                                           | —                                           | —                                           |
| 8      | Theodor Octavian Andrei  | 11     | București | „I Hate Myself for Loving You” (Joan Jett and the Blackhearts)   | —                                           | ✔                                           | —                                           |
| 9      | Maria Georgiana Răducanu | 9      | București | „Necessary Evil” (Nikki Yanofsky)                                | ✔                                           | ✔                                           | ✔                                           |
| 10     | David Andrei Burlacu     | 11     | Constanța | „Everybody Hurts” (R.E.M.)                                       | —                                           | —                                           | —                                           |

### Episodul 3 (12 martie)
Al treilea episod a fost difuzat pe 12 martie 2017.
| Ordine | Concurent              | Vârstă | Origine   | Cântec                                              | Alegerile antrenorilor și ale concurenților | Alegerile antrenorilor și ale concurenților | Alegerile antrenorilor și ale concurenților |
| Ordine | Concurent              | Vârstă | Origine   | Cântec                                              | Andra                                       | Moga                                        | Inna                                        |
| ------ | ---------------------- | ------ | --------- | --------------------------------------------------- | ------------------------------------------- | ------------------------------------------- | ------------------------------------------- |
| 1      | Melanie Șerban         | 9      | —         | „Who's Lovin' You” (The Miracles)                   | ✔                                           | ✔                                           | ✔                                           |
| 2      | Carla Larisa Sabău     | 8      | Zalău     | „De-ai fi tu salcie la mal” (Mihaela Mihai)         | —                                           | —                                           | —                                           |
| 3      | Astrid Theodora Muthu  | 10     | Oradea    | „Canção do mar” (Amália Rodrigues)                  | —                                           | —                                           | ✔                                           |
| 4      | Oliver Mena Lepădatu   | 8      | București | „Fly Me to the Moon” (Kaye Ballard / Frank Sinatra) | —                                           | —                                           | —                                           |
| 5      | Esra Nicole Lepădatu   | 10     | București | „Tomorrow” (Andrea McArdle)                         | —                                           | ✔                                           | —                                           |
| 6      | Denisa Davidescu       | 12     | București | „Show Me How You Burlesque” (Christina Aguilera)    | ✔                                           | ✔                                           | —                                           |
| 7      | Darius Drăgoi          | 11     | București | „Stitches” (Shawn Mendes)                           | —                                           | —                                           | —                                           |
| 8      | Ioana Bulgaru          | 12     | Galați    | „I'm Not the Only One” (Sam Smith)                  | ✔                                           | —                                           | —                                           |
| 9      | David Antonio Gheorghe | 13     | București | „Summertime” (Abbie Mitchell)                       | ✔                                           | ✔                                           | ✔                                           |
| 10     | Beatrice Maria Florea  | 11     | Iași      | „Raggamuffin” (Selah Sue)                           | —                                           | —                                           | —                                           |
| 11     | Sonia Apostol          | 14     | București | „Cheap Thrills” (Sia)                               | —                                           | —                                           | ✔                                           |

### Episodul 4 (19 martie)
Ultimul episod cu audiții a fost difuzat pe 19 martie 2017.
| Ordine | Concurent                   | Vârstă | Origine   | Cântec                                             | Alegerile antrenorilor și ale concurenților | Alegerile antrenorilor și ale concurenților | Alegerile antrenorilor și ale concurenților |
| Ordine | Concurent                   | Vârstă | Origine   | Cântec                                             | Andra                                       | Moga                                        | Inna                                        |
| ------ | --------------------------- | ------ | --------- | -------------------------------------------------- | ------------------------------------------- | ------------------------------------------- | ------------------------------------------- |
| 1      | Giulia Daniela Tabără       | 9      | Giurgiu   | „If I Ain't Got You” (Alicia Keys)                 | ✔                                           | ✔                                           | —                                           |
| 2      | Andreea Irena Fabri         | 12     | Nădlac    | „Ardelean show” (Ilinca Băcilă)                    | —                                           | —                                           | —                                           |
| 3      | Voicu Dumitraș              | 12     | Timișoara | „Hurt” (Christina Aguilera)                        | —                                           | —                                           | ✔                                           |
| 4      | Jennifer Iuliana Dumitrașcu | 14     | București | „Nobody's Perfect” (Jessie J)                      | —                                           | ✔                                           | ✔                                           |
| 5      | Alexandru Burloi            | 12     | —         | „Mon mec à moi” (Patricia Kaas)                    | —                                           | —                                           | —                                           |
| 6      | Dalia Dobre                 | 13     | —         | „Whole Lotta Love” (Led Zeppelin)                  | —                                           | —                                           | —                                           |
| 7      | Teodor Danci                | 13     | Constanța | „Chains” (Nick Jonas)                              | ✔                                           | —                                           | ✔                                           |
| 8      | Diana Movilă                | 10     | Galați    | „What a Diff'rence a Day Makes” (Dinah Washington) | —                                           | ✔                                           | ✔                                           |
| 9      | Antonio Fernando Pican      | 13     | Moreni    | „Mă ucide ea” (Mihail)                             | —                                           | —                                           | —                                           |
| 10     | Thea Marconi                | 11     | Timișoara | „I Will Never Let You Down” (Rita Ora)             | —                                           | —                                           | —                                           |
| 11     | Andreea Ștefana Sălăvăstru  | 13     | Iași      | „That Man” (Caro Emerald)                          | —                                           | —                                           | ✔                                           |

## Confruntări (26 martie)
După audițiile pe nevăzute, fiecare antrenor a avut câte 9 concurenți pentru etapa confruntărilor, care a fost difuzată pe 26 martie 2017. Antrenorii și-au redus numărul de concurenți la o treime.
| Legendă | Concurent învingător | Concurent eliminat |

| Ordine | Antrenor    | Învingător          | Cântec                                        | Învinși          | Învinși            |
| ------ | ----------- | ------------------- | --------------------------------------------- | ---------------- | ------------------ |
| 1      | Marius Moga | Maia Mălăncuș       | „Tot mai sus” (Guess Who și deMoga)           | Ioan Ciurea      | Esra Lepădatu      |
| 2      | Andra       | Teodor Danci        | „Flashlight” (Jessie J)                       | Maria Răducanu   | Giulia Tabără      |
| 3      | Inna        | Andrei Ciurez       | „Ochii tăi” (Holograf)                        | Sonia Apostol    | Eva Margină-Mileah |
| 4      | Marius Moga | Theodor Andrei      | „Black or White” (Michael Jackson)            | Diana Movilă     | Adrian Ivan        |
| 5      | Andra       | Karina Ștefan       | „Chandelier” (Sia)                            | Melanie Șerban   | Daria Oprea        |
| 6      | Inna        | Voicu Dumitraș      | „Love Yourself” (Justin Bieber)               | Ștefan Badea     | George Rotaru      |
| 7      | Marius Moga | Jennifer Dumitrașcu | „Empire State of Mind” (Jay-Z și Alicia Keys) | Denisa Davidescu | Daria Rotaru       |
| 8      | Andra       | Jessica Lăzărescu   | „All of Me” (John Legend)                     | David Gheorghe   | Ioana Bulgaru      |
| 9      | Inna        | Alexia Niculae      | „No” (Meghan Trainor)                         | Astrid Muthu     | Andreea Sălăvăstru |

## Semifinala (2 aprilie)
Semifinala a fost difuzată pe 2 aprilie 2017. În cadrul acesteia, au concurat cei 9 concurenți rămași în cele 3 echipe. Din fiecare echipă, favoritul antrenorului s-a calificat în marea finală.
| Legendă | Concurent salvat | Concurent eliminat |

| Ordine | Antrenor    | Concurent           | Cântec                                | Rezultat  |
| ------ | ----------- | ------------------- | ------------------------------------- | --------- |
| 1      | Andra       | Teodor Danci        | „Thinking Out Loud” (Ed Sheeran)      | Eliminat  |
| 2      | Andra       | Karina Ștefan       | „Roar” (Katy Perry)                   | Salvată   |
| 3      | Andra       | Jessica Lăzărescu   | „Adagio” (Lara Fabian)                | Eliminată |
| 4      | Inna        | Voicu Dumitraș      | „Writing's on the Wall” (Sam Smith)   | Eliminat  |
| 5      | Inna        | Alexia Niculae      | „Wrecking Ball” (Miley Cyrus)         | Eliminată |
| 6      | Inna        | Andrei Ciurez       | „Whataya Want from Me” (Adam Lambert) | Salvat    |
| 7      | Marius Moga | Maia Mălăncuș       | „Stone Cold” (Demi Lovato)            | Salvată   |
| 8      | Marius Moga | Theodor Andrei      | „Dream On” (Aerosmith)                | Eliminat  |
| 9      | Marius Moga | Jennifer Dumitrașcu | „Hero” (Mariah Carey)                 | Eliminată |

| Ordine | Artist                       | Cântec                                       |
| ------ | ---------------------------- | -------------------------------------------- |
| 1      | Antrenorii și semifinaliștii | „It's a Hard-Knock Life” (Quvenzhané Wallis) |

## Finala (9 aprilie)
Finala a fost difuzată pe 9 aprilie 2017. Fiecare concurent a interpretat câte trei piese: una solo, una împreună cu antrenorul și una împreună cu un muzician cunoscut sau un grup de muzicieni din România. Votul publicului din sală, realizat prin SMS într-un interval de un minut, a decis câștigătorul. Publicul a fost format din fani ai emisiunii, membri ai Atelierului de Voce și Muzică, elevi de la două licee din București și membri a două cluburi de copii.
| Antrenor    | Concurent     | Ord. | Cântec solo                                                            | Ord. | Cântec în duet (cu antrenorul)  | Ord. | Cântec în duet (cu un muzician cunoscut)            | Loc |
| ----------- | ------------- | ---- | ---------------------------------------------------------------------- | ---- | ------------------------------- | ---- | --------------------------------------------------- | --- |
| Inna        | Andrei Ciurez | 1    | „Beat It” (Michael Jackson)                                            | 4    | „Bop Bop” (Inna și Eric Turner) | 7    | „Pleacă” (Tina Geru / Vunk și Antonia) — cu Vunk    | 3   |
| Andra       | Karina Ștefan | 5    | „Ain't Nobody” (Rufus și Chaka Khan / Felix Jaehn și Jasmine Thompson) | 2    | „Iubirea schimbă tot” (Andra)   | 9    | „Cuvintele tale” (Nicole Cherry) — cu Nicole Cherry | 2   |
| Marius Moga | Maia Mălăncuș | 8    | „Girl on Fire” (Alicia Keys)                                           | 6    | „Pe barba mea” (Marius Moga)    | 3    | „K la meteo” (What's Up și Andra) — cu What's Up    | 1   |

| Ordine | Artist       | Cântec                             |
| ------ | ------------ | ---------------------------------- |
| 1      | Laura Bretan | „I Dreamed a Dream” (Patti LuPone) |
| 2      | Feli         | „Timpul”                           |

## Tabelele eliminărilor
| Legendă                                                                           |
| --------------------------------------------------------------------------------- |
| - Concurent în echipa Andra - Concurent în echipa Moga - Concurent în echipa Inna |

| Concurent | Concurent           | Confruntări | Semifinală                 | Finală                     |
| --------- | ------------------- | ----------- | -------------------------- | -------------------------- |
|           | Maia Mălăncuș       | Salvată     | Salvată                    | Câștigătoare               |
|           | Karina Ștefan       | Salvată     | Salvată                    | Doilea                     |
|           | Andrei Ciurez       | Salvat      | Salvat                     | Treilea                    |
|           | Jennifer Dumitrașcu | Salvată     | Eliminată                  | Eliminați (locurile 4–9)   |
|           | Theodor Andrei      | Salvat      | Eliminat                   | Eliminați (locurile 4–9)   |
|           | Jessica Lăzărescu   | Salvată     | Eliminată                  | Eliminați (locurile 4–9)   |
|           | Teodor Danci        | Salvat      | Eliminat                   | Eliminați (locurile 4–9)   |
|           | Alexia Niculae      | Salvată     | Eliminată                  | Eliminați (locurile 4–9)   |
|           | Voicu Dumitraș      | Salvat      | Eliminat                   | Eliminați (locurile 4–9)   |
|           | Ioan Ciurea         | Eliminat    | Eliminați (locurile 10–27) | Eliminați (locurile 10–27) |
|           | Esra Lepădatu       | Eliminată   | Eliminați (locurile 10–27) | Eliminați (locurile 10–27) |
|           | Melanie Șerban      | Eliminată   | Eliminați (locurile 10–27) | Eliminați (locurile 10–27) |
|           | Sonia Apostol       | Eliminată   | Eliminați (locurile 10–27) | Eliminați (locurile 10–27) |
|           | Eva Margină-Mileah  | Eliminată   | Eliminați (locurile 10–27) | Eliminați (locurile 10–27) |
|           | Daria Oprea         | Eliminată   | Eliminați (locurile 10–27) | Eliminați (locurile 10–27) |
|           | David Gheorghe      | Eliminat    | Eliminați (locurile 10–27) | Eliminați (locurile 10–27) |
|           | Maria Răducanu      | Eliminată   | Eliminați (locurile 10–27) | Eliminați (locurile 10–27) |
|           | Denisa Davidescu    | Eliminată   | Eliminați (locurile 10–27) | Eliminați (locurile 10–27) |
|           | Diana Movilă        | Eliminată   | Eliminați (locurile 10–27) | Eliminați (locurile 10–27) |
|           | Giulia Tabără       | Eliminată   | Eliminați (locurile 10–27) | Eliminați (locurile 10–27) |
|           | Ștefan Badea        | Eliminat    | Eliminați (locurile 10–27) | Eliminați (locurile 10–27) |
|           | Ioana Bulgaru       | Eliminată   | Eliminați (locurile 10–27) | Eliminați (locurile 10–27) |
|           | Adrian Ivan         | Eliminat    | Eliminați (locurile 10–27) | Eliminați (locurile 10–27) |
|           | Astrid Muthu        | Eliminată   | Eliminați (locurile 10–27) | Eliminați (locurile 10–27) |
|           | Daria Rotaru        | Eliminată   | Eliminați (locurile 10–27) | Eliminați (locurile 10–27) |
|           | George Rotaru       | Eliminat    | Eliminați (locurile 10–27) | Eliminați (locurile 10–27) |
|           | Andreea Sălăvăstru  | Eliminată   | Eliminați (locurile 10–27) | Eliminați (locurile 10–27) |

| Concurent | Concurent           | Confruntări | Semifinală | Finală       |  |
| --------- | ------------------- | ----------- | ---------- | ------------ |  |
|           | Maia Mălăncuș       | Salvată     | Salvată    | Câștigătoare |  |
|           | Jennifer Dumitrașcu | Salvată     | Eliminată  |              |  |
|           | Theodor Andrei      | Salvat      | Eliminat   |              |  |
|           | Ioan Ciurea         | Eliminat    |            |              |  |
|           | Esra Lepădatu       | Eliminată   |            |              |  |
|           | Denisa Davidescu    | Eliminată   |            |              |  |
|           | Diana Movilă        | Eliminată   |            |              |  |
|           | Adrian Ivan         | Eliminat    |            |              |  |
|           | Daria Rotaru        | Eliminată   |            |              |  |
|           |                     |             |            |              |  |
|           | Karina Ștefan       | Salvată     | Salvată    | Doilea       |  |
|           | Jessica Lăzărescu   | Salvată     | Eliminată  |              |  |
|           | Teodor Danci        | Salvat      | Eliminat   |              |  |
|           | Melanie Șerban      | Eliminată   |            |              |  |
|           | Daria Oprea         | Eliminată   |            |              |  |
|           | David Gheorghe      | Eliminat    |            |              |  |
|           | Maria Răducanu      | Eliminată   |            |              |  |
|           | Giulia Tabără       | Eliminată   |            |              |  |
|           | Ioana Bulgaru       | Eliminată   |            |              |  |
|           |                     |             |            |              |  |
|           | Andrei Ciurez       | Salvat      | Salvat     | Treilea      |  |
|           | Alexia Niculae      | Salvată     | Eliminată  |              |  |
|           | Voicu Dumitraș      | Salvat      | Eliminat   |              |  |
|           | Sonia Apostol       | Eliminată   |            |              |  |
|           | Eva Margină-Mileah  | Eliminată   |            |              |  |
|           | Ștefan Badea        | Eliminat    |            |              |  |
|           | Astrid Muthu        | Eliminată   |            |              |  |
|           | George Rotaru       | Eliminat    |            |              |  |
|           | Andreea Sălăvăstru  | Eliminată   |            |              |  |

## Audiențe
| Etapă               | Nr. | Data difuzării    | Poziție în grilă (EET / EEST) | Segment de public | Segment de public | Segment de public | Segment de public | Segment de public | Segment de public | Segment de public | Segment de public | Segment de public | Segment de public     | Segment de public     | Segment de public     | Segment de public     | Surse         |
| Etapă               | Nr. | Data difuzării    | Poziție în grilă (EET / EEST) | Național          | Național          | Național          | Național          | Național          | Urban             | Urban             | Urban             | Urban             | Comercial (18–49 ani) | Comercial (18–49 ani) | Comercial (18–49 ani) | Comercial (18–49 ani) | Surse         |
| Etapă               | Nr. | Data difuzării    | Poziție în grilă (EET / EEST) | Loc               | Vârf (mii)        | Medie (mii)       | Rating (%)        | Cotă (%)          | Loc               | Medie (mii)       | Rating (%)        | Cotă (%)          | Loc                   | Medie (mii)           | Rating (%)            | Cotă (%)              | Surse         |
| ------------------- | --- | ----------------- | ----------------------------- | ----------------- | ----------------- | ----------------- | ----------------- | ----------------- | ----------------- | ----------------- | ----------------- | ----------------- | --------------------- | --------------------- | --------------------- | --------------------- | ------------- |
| Audiții pe nevăzute | 1   | 26 februarie 2017 | Duminică, 20:30               | 1                 | 2 600             | 1 969             | 11,0              | 21,0              | 1                 | 1 149             | 11,8              | 22,8              | 1                     | 570                   | 12,6                  | 27,6                  | [ 19 ] [ 10 ] |
| Audiții pe nevăzute | 2   | 5 martie 2017     | Duminică, 20:30               | 3                 |                   | 1 302             | 07,3              | 14,7              | 2                 | 0 752             | 07,7              | 15,0              | 2                     | 362                   | 08,0                  | 17,6                  | [ 20 ]        |
| Audiții pe nevăzute | 3   | 12 martie 2017    | Duminică, 20:30               | 1                 | 2 400             | 1 836             | 10,2              | 18,2              | 1                 | 0 992             | 10,2              | 18,1              | 1                     | 507                   | 11,3                  | 22,0                  | [ 21 ] [ 12 ] |
| Audiții pe nevăzute | 4   | 19 martie 2017    | Duminică, 20:30               |                   |                   |                   |                   |                   |                   |                   |                   |                   |                       |                       |                       |                       |               |
| Confruntări         | 5   | 26 martie 2017    | Duminică, 20:30               |                   |                   |                   |                   |                   |                   |                   |                   |                   |                       |                       |                       |                       |               |
| Semifinală          | 6   | 2 aprilie 2017    | Duminică, 20:30               |                   |                   |                   |                   |                   |                   |                   |                   |                   |                       |                       |                       |                       |               |
| Finală              | 7   | 9 aprilie 2017    | Duminică, 20:30               | 1                 |                   | 1 416             | 07,9              | 16,0              | 1                 | 0 856             | 08,8              | 17,5              | 2                     | 365                   | 08,0                  | 18,5                  | [ 22 ]        |